# Salim Ali's gierzwaluw
De Salim Ali's gierzwaluw (Apus salimalii) is een vogel uit de familie van de gierzwaluwen (Apodidae).

## Verspreiding en leefgebied
De soort komt voor in China.